# هوينه كوك آنه
هوينه كوك آنه (بالفيتنامية: Huỳnh Quốc Anh)‏ هو لاعب كرة قدم فيتنامي في مركز نصف الجناح، ولد في 13 يناير 1985 في محافظة كوانغ نام في فيتنام. شارك مع منتخب فيتنام تحت 23 سنة لكرة القدم ومنتخب فيتنام لكرة القدم. أما مع النوادي، فقد لعب مع نادي إس إتش بي دا نانغ.

## وصلات خارجية
- هوينه كوك آنه على موقع قاعدة بيانات كرة القدم.إي يو (الإنجليزية)
- هوينه كوك آنه على موقع ناشيونال فوتبول تيمز (الإنجليزية)